# E-meter

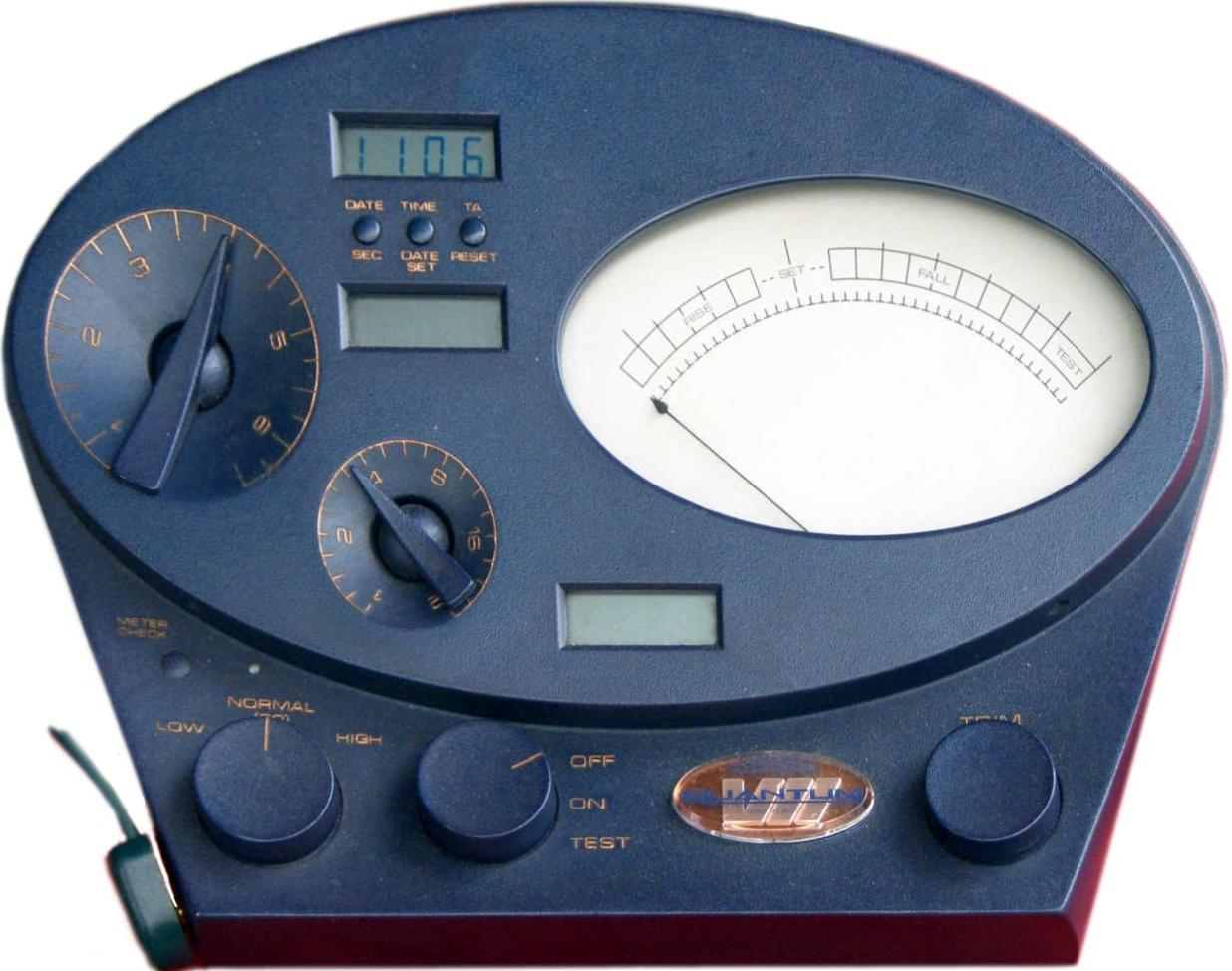
E-meter versione "Mark Super VII Quantum"

Un e-meter o elettro-psicometro è un'apparecchiatura elettronica usata nelle sessioni di auditing di Scientology. L'apparecchio è stato brevettato da L. Ron Hubbard il 6 dicembre 1966 con brevetto US Patent n. 3290589: pertanto, nonostante sia venduto da Scientology nelle sole proprie strutture interne, lo schema elettronico è noto.
L'utilizzo dell'e-meter nella chiesa di Scientology è riservato solo a coloro che sono stati formati all'uso dello stesso. È considerato dalla chiesa un artefatto religioso usato per misurare lo stato delle caratteristiche elettriche del campo statico che circonda il corpo umano e - secondo Scientology - in tal modo indicare se la confessione della persona è libera da impedimenti spirituali e da peccati. L'e-meter in uso nella chiesa di Scientology è prodotto da un'azienda di scientology stessa, la Golden Era Productions.

## La teoria
Per Scientology l'e-meter è uno strumento che si aggancerebbe a quella che Hubbard chiama la struttura elettronica della mente reattiva. Le variazioni dell'ago indicherebbero la presenza di una "massa mentale" (energia condensata), massa che agirebbe da resistenza al flusso dell'energia elettrica dell'e-meter. 
(L. Ron Hubbard, "Comprendere l'Elettrometro")

## L'utilità dell'apparecchio
La disamina dell'apparecchio, smontato e analizzato nei componenti oltre che nel funzionamento, ha portato a concludere che non funziona in quanto anche come semplice misuratore della resistenza elettrica risulta inutile: i motivi principali stanno, dal punto di vista pratico, nella misurazione presa nel punto e nel modo sbagliato. Dal punto di vista teorico, dal fatto che l'interpretazione è inaffidabile in una misura tale che non può essere compensata da un operatore comunque esperto.